# 1770 в Україні

## Події
- На місці сучасного Запоріжжя була закладена Олександрівська фортеця. Цю подію вважають датою заснування міста.

## Особи

### Народились
- Глєбов Андрій Савич (1770—1854) — генерал-майор Російської імператорської армії.
- Франциск Ксаверій Захар'ясевич (1770—1845) — римо-католицький єпископ, ректор Львівського університету в 1825—1826 академічному році, дієцезальний єпископ Тарновський (1836—1840), дієцезальний єпископ Перемишльський (1840—1845).
- Лозинський Іван Олександрович (1770—1850) — український педагог, композитор.
- Смицнюк Іван (1770—1843) — відставний солдат, захисник прав селян.

### Померли
- Варченко Василь — кобзар, учасник Коліївщини в складі гайдамацького загону Ремези.
- Гусаківський Юрій (1725—1770) — український живописець, священик-василіянин.
- Павло (Конюшкевич) (1705—1770) — Митрополит Тобольський і всього Сибіру РПЦ (безпатріаршої). Канонізований УПЦ КП у лику святителів.
- Кирило (Ляшевецький) (1720—1770) — український релігійний діяч доби Гетьманщини, бібліофіл, власник унікальної бібліотеки.
- Маркович Яків Андрійович (1696—1770) — український письменник-мемуарист, державний діяч Гетьманщини.
- Арсеній (Могилянський) (1704—1770) — релігійний діяч, митрополит Київський, Галицький і всієї Малої Русі (1757—1770).
- Щепій Костянтин (1728—1770) — лікар і ботанік.

## Засновані, зведені
- Біленьке (Запорізький район)
- Комишуваха (Запорізький район)
- Кушугум
- Новоукраїнка
- Садгора
- Слобідка (Ніжинський район)
- Хрещатий Яр
- Чортория (Гайсинський район)
- Костел Розіслання Апостолів (Володимир)
- Монастир Різдва Христового (Володимир)
- Церква Успіння Пресвятої Богородиці (Конюхи)
- Успенський собор (Полтава)
- Преображенська церква (Поличинці)
- Церква Чудо святого архістратига Михаїла (Нивра)
- Комендантський палац (Кам'янець-Подільський)
- Харківський міст
- Кряжева фортеця